# Leaskoveț, Haskovo
Leaskoveț (în bulgară Лясковец) este un sat în comuna Stambolovo, regiunea Haskovo,  Bulgaria. 

## Demografie
Componența etnică a satului Leaskoveț
     Bulgari (1,45%)
     Turci (95,63%)
     Nicio identificare (2,9%)
     Altele (0%)
La recensământul din 2011, populația satului Leaskoveț era de 275 locuitori. Din punct de vedere etnic, majoritatea locuitorilor (95,63%) erau turci, cu o minoritate de bulgari (1,45%). Pentru 2,9% din locuitori nu este cunoscută apartenența etnică.